# Sylvia Schenk
Sylvia Schenk (ur. 1 czerwca 1952 w Rotenburgu) – niemiecka prawniczka, sędzia, w młodości lekkoatletka specjalizująca się w biegach średniodystansowych. W czasie swojej kariery reprezentowała RFN.
Specjalizowała się w biegu na 800 metrów. Zdobyła srebrny medal na tym dystansie na mistrzostwach Europy juniorów w 1970 w Paryżu.
31 lipca 1971 w Lubece niemiecka sztafeta 4 × 800 metrów w składzie: Ellen Tittel, Sylvia Schenk, Christa Merten i Hildegard Falck ustanowiła rekord świata rezultatem 8:16,8.
Schenk wystąpiła w biegu na 800 metrów na mistrzostwach Europy w 1971 w Helsinkach, gdzie odpadła w półfinale. Na igrzyskach olimpijskich w 1972 w Monachium również odpadła w półfinale biegu na 800 metrów. Odpadła w eliminacjach biegu na 1500 metrów podczas mistrzostw Europy w 1974 w Rzymie.
Była mistrzynią RFN w biegu na 800 metrów w 1972 oraz brązową medalistką w 1971, a w biegu na 1500 metrów wicemistrzynią w 1973 i 1974 oraz brązową medalistką w 1975. Zwyciężyła w biegu przełajowym na krótkim dystansie w 1974. W hali była mistrzynią w biegu na 1500 metrów w 1971 oraz brązową medalistką w 1976.
Ukończyła studia prawnicze. Zaangażowała się w walkę z korupcją i dopingiem w sporcie. działała w wielu związkach sportowych, m.in. przewodniczyła niemieckiemu związkowi kolarskiemu w latach 2001-2004. Była sędzią w sądzie pracy w Offenbach am Main.
Jej mężem jest Franz-Josef Kemper.